# Liên họ Cu li
Lorisoidea hay liên họ Cu li là một siêu họ (hay liên họ) linh trưởng ăn đêm được tìm thấy trên khắp châu Phi và châu Á. Thành viên bao gồm các loài linh trưởng thuộc nhóm loài Galago và các loài cu li thuộc nhóm Lorisids. Giống như các loài trong phân bộ Strepsirrhini, các loài Cu li này có liên quan đến các loài vượn cáo ở Madagascar và đôi khi được bao gồm trong một cận bộ vượn cáo, mặc dù họ cũng đôi khi chúng được đặt trong một cận bộ riêng của chúng là Lorisiformes (cận bộ Cu li) bởi Gregory vào năm 1915.

## Phân loại
- Bộ Linh trưởng (Primates)
  - Phân bộ Strepsirrhini
    - Cận bộ † Adapiformes
    - Cận bộ vượn cáo Lemuriformes
      - Siêu họ Lemuroidea: các loài vượn cáo
      - Siêu họ Lorisoidea (liên họ Culi)
        - Họ cu li (Lorisidae): các loài cu li, pottos, và arctocebus
        - Họ Galagidae: các con galago

  - Phân bộ Haplorhini: khỉ lùn tarsier, con khỉ, khỉ không đuôi (ape)